# فرایند پرستاری

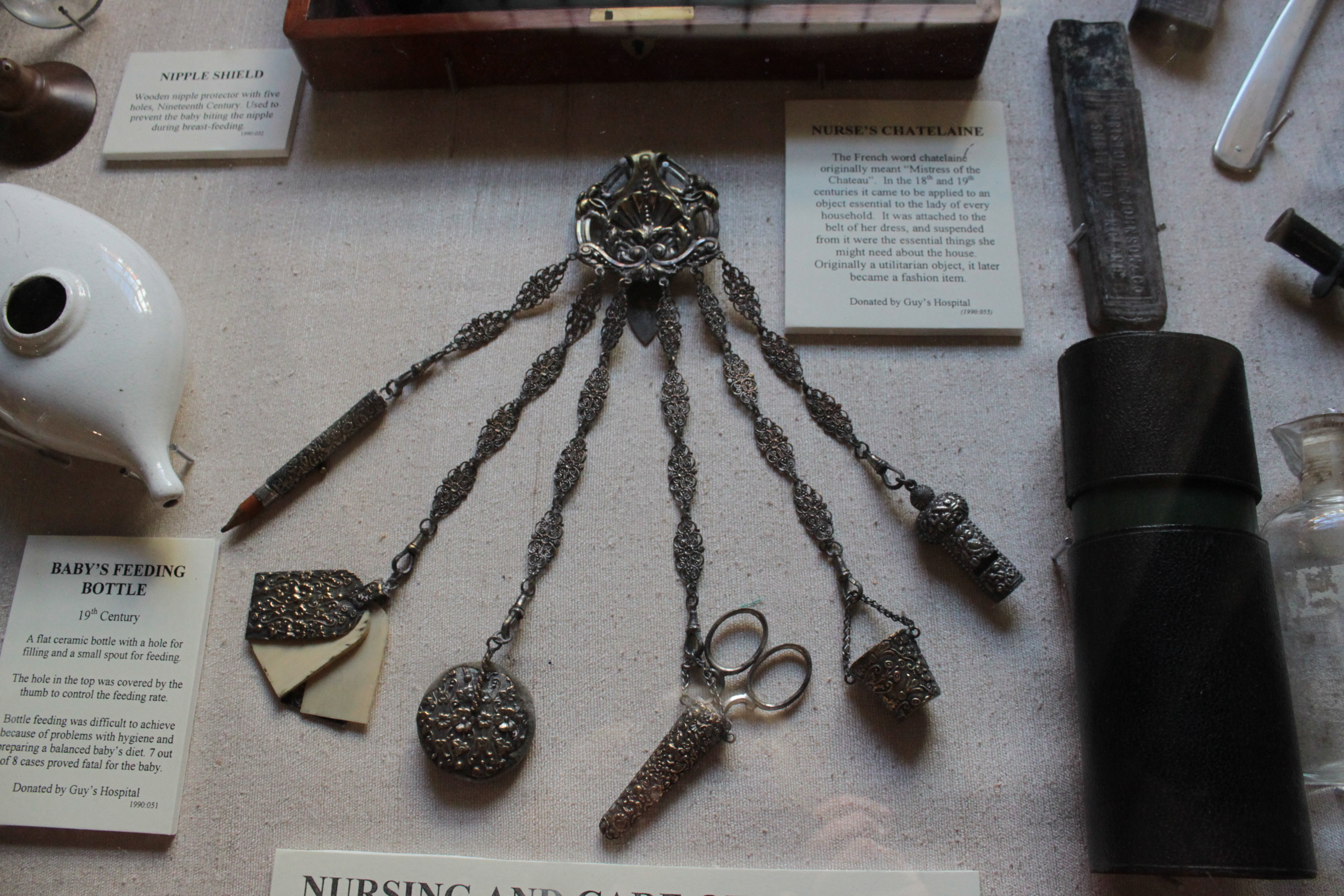
نمونه ابزار پرستاری در موزه

فرایند پرستاری یک روش علمی است. عملکرد پرستاری برای اولین بار به عنوان یک فرایند و در چهار مرحله توسط ایدا ژان اورلاندو در سال ۱۹۵۸ توصیف شد. البته نباید فرایند پرستاری را با نظریه‌های پرستاری و انفورماتیک سلامت اشتباه گرفت.
فرآیند پرستار برای ایجاد تعادل معرفت‌شناسی بین تفسیر شخصی و شواهد پژوهشی از سنجش بالینی استفاده می‌کند که در آن تفکر انتقادی ممکن است نقشی در طبقه‌بندی موضوع و مسیر اقدام مددجو داشته باشد.  پرستاری الگوهای متنوعی از کسب داده را ارائه می‌دهد.  دانش پرستاری از دهه ۱۹۷۰، کثرت‌گرایی را پذیرفته است.
برخی از نویسندگان به نقشه ذهنی یا استدلال ربایشی به عنوان یک راهبردِ جایگزینِ بالقوه برای سازماندهیِ مراقبت اشاره می‌کنند. همچنین پرستارانِ باتجربه از شهودِ خویش هم استفاده می‌کنند.

## مراحل
فرایند پرستاری یک رویکرد هدف‌محور برای تنظیم چهارچوب مراقبت‌های پرستاری است:
- ارزیابی اولیه

جمع‌آوری داده از وضعیت بیمار
- تشخیص

کشف مشکل
- هدف‌گذاری

شناسایی نتیجهٔ مطلوب (تازگی‌ها یک مرحلهٔ جداگانه از برنامه‌ریزی محسوب می‌شود.)
- برنامه‌ریزی

تنظیم مجموعه‌اقداماتِ لازم برای رسیدن به هدف
- اجرا

انجام مجموعه‌اقداماتِ نام‌برده
- ارزیابی پایانی

بررسی کیفیتِ بهبودِ مشکل
برخی نظریه‌پردازان، این توصیفِ هفت مرحله‌ای از فرآیند پرستاری را قدیمی می‌دانند چراکه به نظرشان این کار، پرستاری را اشتباهاً به صورت خطی و اتمی معرفی می‌کند.
از دیگر اختصاراتِ این حوزه می‌توان به مواد زیر اشاره کرد:
1. NANDA برای برچسب زدن به تشخیص‌های پرستاری استفاده می‌کنیم.
2. NOC برای طبقه‌بندی پیامدهای بیماران استفاده می‌شود.
3. NIC برای انتخاب مداخلات و اقدامات پرستاری استفاده می‌شود

## خصائص
فرآیند پرستاری یک فرآیندِ چرخه‌ای و مداوم است که در صورت بروز مشکل در هر مرحله، به بازنگری می‌پردازد. فرآیندِ پرستاری برای هر مشکلی که فرد/خانواده/جامعه دارد به کار می‌رود. فرآیند پرستاری نه تنها بر راه‌های بهبود نیازهای جسمانی، بلکه بر نیازهای اجتماعی و عاطفی نیز تمرکز دارد.

- بالینی و پویا
- هدف‌محور و مددجومحور
- چندنفری و مشارکتی
- پیشایندی (کاربرد همه‌شمول)
- نظام‌مند

کل فرآیند پرستاری به منظورِ اطلاعِ همهٔ اعضایِ تیمِ مراقبت‌های بهداشتی، ثبت یا مستند می‌شود.

## سویه‌ها و گزارش‌نویسی
روشِ PIE، سامانه‌ای برای گزارش‌نویسی و مستندسازیِ اقدامات به ویژه در زمینه پرستاری است. واژهٔ PIE، مخفف سه واژهٔ انگلیسیِ Problem (مشکل)، Intervention (مداخله) و Evaluation (ارزیابی) است.